# كفير الوخيان
كفير الوخيان هي منطقة تقع في محافظة مادبا شمال غرب الأردن .